# Girolamo Fabrizi d'Acquapendente

Operationes chirurgicae, 1685

Hieronymus Fabricius (Gerónimo Fabricio) es el nombre latino del anatomista italiano Girolamo Fabrizi d'Acquapendente (Acquapendente, 20 de mayo de 1537 - 21 de mayo de 1619).

## Biografía académica
Fabricio estudió en la Universidad de Padua, donde terminó ocupando la cátedra de cirugía hasta entonces detentada por su antiguo profesor Gabriele Falloppio (1523-1562). Su alumno más célebre será William Harvey (1578-1657), con quien le unirá una larga amistad y al que ayudará considerablemente en sus trabajos sobre la circulación sanguínea.

## Obra
Fabricio fue el primero en aplicar exhaustivamente el método de Vesalio de la observación directa al estudio de los embriones. Así mismo, fue pionero en la publicación de ilustraciones basadas en el estudio sistemático del desarrollo del pollo.
Gracias a la disección de animales, Fabricius investigó la formación del feto, la estructura del esófago, el estómago y el intestino, así como las particularidades del ojo, el oído y la laringe. Su principal aportación fue el descubrimiento de los pliegues membranosos en el interior de las venas.
Fabricio estudió la embriogénesis de varios vertebrados, haciendo especial énfasis en la anatomía de los embriones más que en los procesos de desarrollo. No obstante, su visión de la nueva embriología está presente en la influencia que ejerció sobre William Harvey.

### Algunas publicaciones
- Pentateuchos chirurgicum. 1592.
- De Visione, Voce, Auditu. Venedig, Belzetta 1600.
- De formatu foetu. 1600.
- De locutione et eius instrumenti tractatus. 1603.
- De Venarum Ostiolis. 1603.
- De locutione et ejus instrumentis tractatus. 1603.